# Skhira
Skhira o La Skhira (àrab: الصخيرة, aṣ-Ṣẖīra) és una ciutat costanera de Tunísia, a la part nord del golf de Gabes, a l'extrem sud de la governació de Sfax, uns 70 km al sud-oest de Sfax. La municipalitat té 8.627 habitants. És capçalera d'una delegació amb 29.550 habitants al cens del 2004.

## Economia
El seu port és comercial i pot acollir vaixells de gran tonatge. Darrerament una part de la franja costanera s'ha millorat per esdevenir lloc de recepció de turistes, amb decoracions espectaculars a les avingudes properes a les platges.
Hi ha una Important presència d'indústria química i de tractament dels fosfats, amb una zona industrial establerta pel govern. El seu equipament es completa amb un petit aeroport.

## Història
La ciutat es va desenvolupar al segle xix com a centre de producció d'espart, que s'utilitzava per a la fabricació de paper i objectes diversos (cadires i cistells, principalment).

## Administració
És el centre de la delegació o mutamadiyya homònima, amb codi geogràfic 34 64 (ISO 3166-2:TN-12), dividida en set sectors o imades:
- Sbih (34 64 51)
- El Khadhra (34 64 52)
- Naoual (34 64 53)
- Skhira (34 64 54)
- El Kenitra (34 64 55)
- Sidi Mohamed (34 64 56)
- El Hammada (34 64 57)

Al mateix temps, forma una municipalitat o baladiyya (codi geogràfic 34 24).